# Episodi di Io sono Donato Fidato
Elenco degli episodi della serie televisiva animata Io sono Donato Fidato.
La prima stagione, composta da 13 episodi, è stata trasmessa negli Stati Uniti, da Cartoon Network, dal 22 luglio al 16 dicembre 1997. La seconda stagione, composta da 13 episodi, è stata trasmessa dal 13 gennaio al 7 aprile 1998. La terza stagione, composta da 13 episodi, è stata trasmessa da agosto a novembre 1998. La quarta stagione, composta da 27 episodi, è stata trasmessa dal 10 giugno 1999 al 2000.
In Italia la prima stagione è stata trasmessa su Cartoon Network dall'11 ottobre al 1º novembre 1998. La seconda stagione è stata trasmessa nel 1999. La terza stagione è stata trasmessa nel 1999. La quarta stagione è stata trasmessa nel 1999. La quinta stagione è stata trasmessa dal 2 maggio al 12 maggio 2000.

## Stagione 1
| nº | Titolo originale               | Titolo italiano                         | Prima TV USA      | Prima TV Italia  |
| -- | ------------------------------ | --------------------------------------- | ----------------- | ---------------- |
| 1  | This Bridge, Not Weasel Bridge | Questo ponte non è di Donato            | 16 settembre 1997 | 11 ottobre 1998  |
| 2  | I.R. on Sun                    | Matteo Babbeo sul sole                  | 22 luglio 1997    | 11 ottobre 1998  |
| 3  | Deep Sea Tour                  | Viaggio in fondo al mare                | 29 luglio 1997    | 11 ottobre 1998  |
| 4  | I.R. Gentlemans                | Siamo tutti gentiluomini                | 5 agosto 1997     | 18 ottobre 1998  |
| 5  | I Are Big Star                 | La grande stella del cinema             | 12 agosto 1997    | 18 ottobre 1998  |
| 6  | Power of Odor                  | Un problema di cattivo odore            | 19 agosto 1997    | 18 ottobre 1998  |
| 7  | Ping Pong at Sea               | Ping Pong sul mare                      | 26 agosto 1997    | 25 ottobre 1998  |
| 8  | Disease Fiesta                 | La festa della malattia                 | 2 settembre 1997  | 25 ottobre 1998  |
| 9  | I.R. Plant Life                | ...eccezionalmente su questo schermo... | 9 settembre 1997  | 25 ottobre 1998  |
| 10 | I Am Ambassador                | Io sono l'ambasciatore                  | 2 dicembre 1997   | 1º novembre 1998 |
| 11 | Law of Gravity                 | La legge di gravità                     | 9 dicembre 1997   | 1º novembre 1998 |
| 12 | Happy Baboon Holidays          | Le feste felici di Matteo Babbeo        | 23 settembre 1997 | 1º novembre 1998 |
| 13 | I. Architect                   | Io architetto                           | 16 dicembre 1997  | 1º novembre 1998 |

### Questo ponte non è di Donato
Dopo che un capo ingegnere viene colpito da una cometa, Donato viene convocato dall'ammiraglio Bullets per aiutare a completare il progetto del ponte transatlantico da New York a Parigi.

### Matteo Babbeo sul sole
Ignorando gli avvertimenti di Donato, Matteo Babbeo tenta di diventare il primo babbuino sul sole.

### Viaggio in fondo al mare
Donato Fidato parte per salvare tre bambini e il Capitano Matteo Babbeo dalla loro batisfera che è affondata.

### Siamo tutti gentiluomini
Donato tenta di insegnare a Matteo Babbeo il galateo dei babbuini in occasione di un raduno regale a Yurp.

### La grande stella del cinema
Donato guadagna un ruolo importante per un film in cui doveva recitare Matteo Babbeo.

### Un problema di cattivo odore
L'allevamento di maiali biologici di Matteo Babbeo provoca un putiferio in una città, lasciando che sia Donato a risolvere il problema.

## Stagione 2
| nº | Titolo originale            | Titolo italiano          | Prima TV USA     | Prima TV Italia |
| -- | --------------------------- | ------------------------ | ---------------- | --------------- |
| 1  | I.R. Mommy                  | Mamma Babbeo             | 13 gennaio 1998  | 1999            |
| 2  | I Am Deity                  | Uno strano esperimento   | 20 gennaio 1998  | 1999            |
| 3  | I Am Crybaby                | Una prova di piangere    | 27 gennaio 1998  | 1999            |
| 4  | I.R.'s Phantom Foot         | La zampa invisibile      | 3 febbraio 1998  | 1999            |
| 5  | Queen of DeNile             | La regina delle aspidi   | 10 febbraio 1998 | 1999            |
| 6  | I Are Music Man             | Una strana melodia       | 17 febbraio 1998 | 1999            |
| 7  | I Am My Lifetime            | Vecchi ricordi           | 24 febbraio 1998 | 1999            |
| 8  | I.R. Pixie Fairie           | Favole svergognate       | 3 marzo 1998     | 1999            |
| 9  | I.R. Ice Fisher             | Pesca gelata             | 10 marzo 1998    | 1999            |
| 10 | I.R. Role Model             | L'ignobile reputazione   | 17 marzo 1998    | 1999            |
| 11 | I.R. in Wrong Cartoon       | Sono arrivato da te      | 24 marzo 1998    | 1999            |
| 12 | My Friend, the Smart Banana | Una banana per amica     | 31 marzo 1998    | 1999            |
| 13 | I.R. Wild Baboon            | Lasciami in pace, Donato | 7 aprile 1998    | 1999            |

## Stagione 3
| nº | Titolo originale  | Titolo italiano             | Prima TV USA   | Prima TV Italia |
| -- | ----------------- | --------------------------- | -------------- | --------------- |
| 1  | Time Weasel       | Viaggio nel tempo           | agosto 1998    | 1999            |
| 2  | The Hole          | La grande buca              | agosto 1998    | 1999            |
| 3  | I Stand Corrected | Una strana prigione         | agosto 1998    | 1999            |
| 4  | I Am Bush Pilot   | Compagni di viaggio         | agosto 1998    | 1999            |
| 5  | Dessert Island    | L'isola dessert             | agosto 1998    | 1999            |
| 6  | Unsinkable I.R.   | Il capitano inaffondabile   | ottobre 1998   | 1999            |
| 7  | I Am Vampire      | Vampiri                     | settembre 1998 | 1999            |
| 8  | Honey I Are Home  | Uno strano vicino           | settembre 1998 | 1999            |
| 9  | Driver's Sped     | Licenza poetica             | ottobre 1998   | 1999            |
| 10 | A Tree Story      | La rivoluzione degli alberi | ottobre 1998   | 1999            |
| 11 | I.R. Do           | Oggi sposi                  | novembre 1998  | 1999            |
| 12 | I Are Good Dog!   | Animali domestici           | novembre 1998  | 1999            |
| 13 | He Said, He Said. | Problemi di convivenza      | novembre 1998  | 1999            |

## Stagione 4
| nº | Titolo originale                | Titolo italiano                  | Prima TV USA  | Prima TV Italia |
| -- | ------------------------------- | -------------------------------- | ------------- | --------------- |
| 1  | Enemy Camp                      | Nemici per la pelle              | gennaio 1999  | 1999            |
| 2  | I Am Clichéd                    | Vecchio umorismo                 | gennaio 1999  | 1999            |
| 3  | I Are Gladiator                 | Il gladiatore                    | gennaio 1999  | 1999            |
| 4  | Revolutionary Weasel            | Donato il rivoluzionario         | gennaio 1999  | 1999            |
| 5  | I Are Ghost                     | Fantasmi                         | febbraio 1999 | 1999            |
| 6  | The Magnificent Motorbikini     | Il magnifico bikini a motore     | febbraio 1999 | 1999            |
| 7  | I Am Hairstylist                | Il parrucchiere                  | febbraio 1999 | 1999            |
| 8  | I Am Whale Captain              | Il calamaro gigante              | febbraio 1999 | 1999            |
| 9  | Dream Weasel                    | La macchina dei sogni            | marzo 1999    | 1999            |
| 10 | The Sackless Games              | I giochi Pantaolimpici           | marzo 1999    | 1999            |
| 11 | The Baboon's Paw                | La zampa magica                  | marzo 1999    | 1999            |
| 12 | Who Rubbed Out Cow and Chicken? | Chi ha cancellato Mucca e Pollo? | aprile 1999   | 1999            |
| 13 | I Are Good Salesmans            | Attenti al fuoco                 | aprile 1999   | 1999            |

## Stagione 5
| nº | Titolo originale                 | Titolo italiano                 | Prima TV USA     | Prima TV Italia |
| -- | -------------------------------- | ------------------------------- | ---------------- | --------------- |
| 1  | I Are Terraformer!               | Colonizzatori di pianeti        | 10 giugno 1999   | 2 maggio 2000   |
| 2  | I Am Viking                      | Vichinghi                       | 10 giugno 1999   | 2 maggio 2000   |
| 3  | The Drinking Fountain of Youth   | La fonte della giovinezza       | 10 giugno 1999   | 2 maggio 2000   |
| 4  | Leave It to Weasel               | Figli a noleggio                | 18 giugno 1999   | 3 maggio 2000   |
| 5  | The Fairy Godfather              | Cenerentolo                     | 18 giugno 1999   | 3 maggio 2000   |
| 6  | I Are Robin Hood                 | Avventura nella foresta         | 18 giugno 1999   | 3 maggio 2000   |
| 7  | The Incredible Shrinking Weasel! | L'incredibile esperimento       | 25 giugno 1999   | 4 maggio 2000   |
| 8  | Baboon Man and Boy Weasel        | Il ladro di pantaloni           | 25 giugno 1999   | 4 maggio 2000   |
| 9  | I.M.N. Love                      | L'amore è una cosa meravigliosa | 25 giugno 1999   | 4 maggio 2000   |
| 10 | I.R.'s First Bike                | La prima bicicletta             | 20 agosto 1999   | 5 maggio 2000   |
| 11 | The Sorcerer's a Dentist         | Il dentista stregone            | 20 agosto 1999   | 5 maggio 2000   |
| 12 | The Wrong Bros.                  | Il primo volo                   | 20 agosto 1999   | 5 maggio 2000   |
| 13 | I Am Cave Weasel                 | Un sogno, o un incubo           | 21 agosto 1999   | 8 maggio 2000   |
| 14 | My Blue Hiney                    | Una colossale bugia             | 21 agosto 1999   | 8 maggio 2000   |
| 15 | Mission: Stupid                  | Missione di salvataggio         | 21 agosto 1999   | 8 maggio 2000   |
| 16 | Back to School                   | Ritorno a scuola                | 26 novembre 1999 | 9 maggio 2000   |
| 17 | I Are a Artiste                  | Un Picasso mancato              | 26 novembre 1999 | 9 maggio 2000   |
| 18 | Fred: Last of the Idiots         | L'ultimo degli idioti           | 26 novembre 1999 | 9 maggio 2000   |
| 19 | I Are Bellhop                    | Il fattorino combinaguai        | 19 novembre 1999 | 10 maggio 2000  |
| 20 | Take I.R. Out to the Ballgame    | La partita del secolo           | 19 novembre 1999 | 10 maggio 2000  |
| 21 | I Bee Weasel                     | Salviamo l'ape regina           | 19 novembre 1999 | 10 maggio 2000  |
| 22 | I Am Franken-Weasel              | Lo scienziato pazzo             | 12 novembre 1999 | 11 maggio 2000  |
| 23 | A Troo Storee                    | Il best seller                  | 12 novembre 1999 | 11 maggio 2000  |
| 24 | Rodeo Weasel                     | Il rodeo                        | 12 novembre 1999 | 11 maggio 2000  |
| 25 | The Legend of Big Butt           | Alla ricerca di una leggenda    | 2000             | 12 maggio 2000  |
| 26 | I Am Dragon Slayer               | Il drago malvagio               | 2000             | 12 maggio 2000  |
| 27 | I Are Legend                     | La verità fa male               | 2000             | 12 maggio 2000  |